# Wojskowy Instytut Techniczny Uzbrojenia
Wojskowy Instytut Techniczny Uzbrojenia (WITU) – polska wojskowa placówka naukowo-badawcza uzbrojenia (jednostka badawczo-rozwojowa).

## Okres przedwojenny
Pierwszą polską placówkę tego typu, Instytut Wojskowo-Techniczny, utworzono w czerwcu 1919, został jednakże rozwiązany w 1921. 25 marca 1926 utworzono Instytut Badań Artylerii, którego głównym zadaniem miało być prowadzenie badawczo-doświadczalnych prac nad uzbrojeniem. W jego skład weszły: Centrala Badań Poligonowych (następnie Centrum Badań Balistycznych w Zielonce), Centrala Badań Laboratoryjnych i Biuro Techniczne. Wydawał on „Przegląd Artyleryjski”. Instytut następnie reorganizowano i zmieniano jego nazwy; w latach 1935–1939 nosił nazwę Instytut Techniczny Uzbrojenia. Badania broni strzeleckiej i artylerii prowadzono w Centrum Badań Balistycznych w Zielonce, wybudowanym w pierwszej połowie lat trzydziestych. 
W toku swojej historii Instytut opracował i wdrożył wiele własnych wzorów uzbrojenia. Przed wojną Instytut opracował 112 konstrukcji uzbrojenia. Najbardziej znane z nich to karabin przeciwpancerny wz. 35 i karabin samopowtarzalny wz. 38M. Opracował również ponad 200 ulepszeń i modernizacji sprzętu.

## Odtworzenie WITU
Po II wojnie światowej odtworzono Instytut Techniczny Uzbrojenia. Instytut ten jednak wkrótce rozformowano i wydzielono z niego Zakład Naukowo-Badawczy Broni i Amunicji, zlokalizowany w Zielonce (na dawnym terenie Centrum Badań Balistycznych), który przejął funkcje i zadania ITU, oraz Instytut Mechaniki Precyzyjnej, o pozamilitarnym profilu działalności. Po kolejnych reorganizacjach, zakład w 1965 otrzymał nazwę Wojskowy Instytut Techniczny Uzbrojenia z siedzibą w Zielonce. 
Po II wojnie światowej opracowano m.in. pistolet P-64, granatnik przeciwpancerny Komar, czołgowy pancerz reaktywny ERAWA, pistolet WIST-94, a także: amunicja oświetlająca do niektórych kalibrów dział i moździerzy, zasobniki do zrzutu z samolotów   amunicji oraz lekkiego sprzętu i uzbrojenia, granaty nasadkowe wystrzeliwane z karabinów, ćwiczebne pociski błyskowo-dymne  do armat polowych pozwalające zmniejszyć zużycie amunicji bojowej, głowice ćwiczebne do przeciwpancernych rakietowych pocisków kierowanych  umożliwiające  odzyskanie  wystrzelonych pocisków dzięki zastosowaniu systemu spadochronowego, urządzenie do prowadzenia ćwiczebnych strzelań artyleryjskich na zmniejszonych poligonach, amunicja  z  pociskami pozornymi do armat przeciwlotniczych, dzięki której możliwe jest szkolenie obsług dział na przykoszarowych placach ćwiczeń, system kontroli i oceny stanu technicznego amunicji będący w zapasach wojska, który pozwala na eliminację amunicji
niesprawnej i na przedłużanie okresów używalności

## Przekształcenia Instytutu
- 1926 - Instytut Badań Artylerii
- 1927 - Instytut Badań Materiałów Uzbrojenia
- 1935 - Instytut Techniczny Uzbrojenia
- 1947 - Zakład Naukowo-Badawczy Broni i Amunicji
- 1952 - Centralny Naukowo-Badawczy Poligon Artyleryjski
- 1958 - Centralny Badawczy Poligon Artyleryjski
- 1962 - Centrum Badań Uzbrojenia
- 1965 - Wojskowy Instytut Techniczny Uzbrojenia

Insygnia
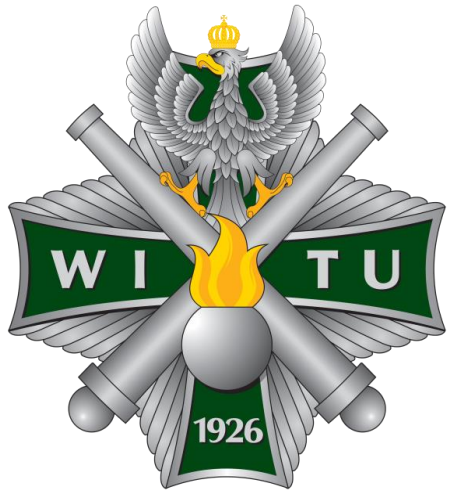
Odznaka pamiątkowa (2022)
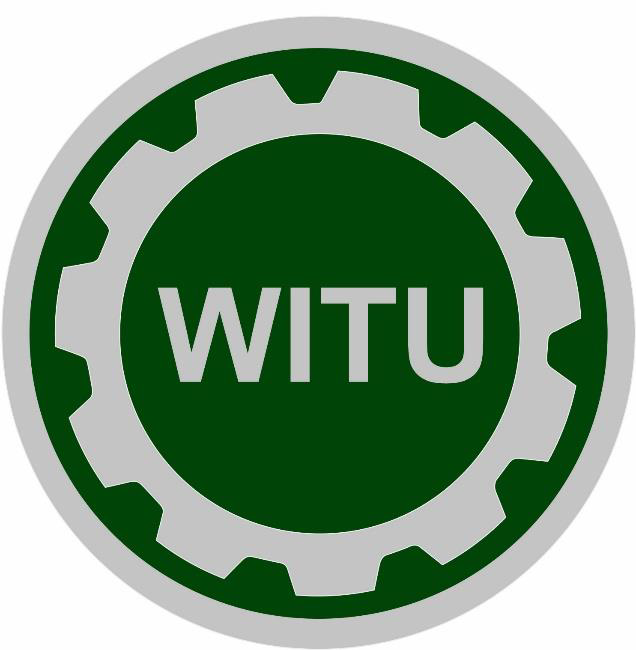
Oznaka rozpoznawcza na mundur wyjściowy (2023)
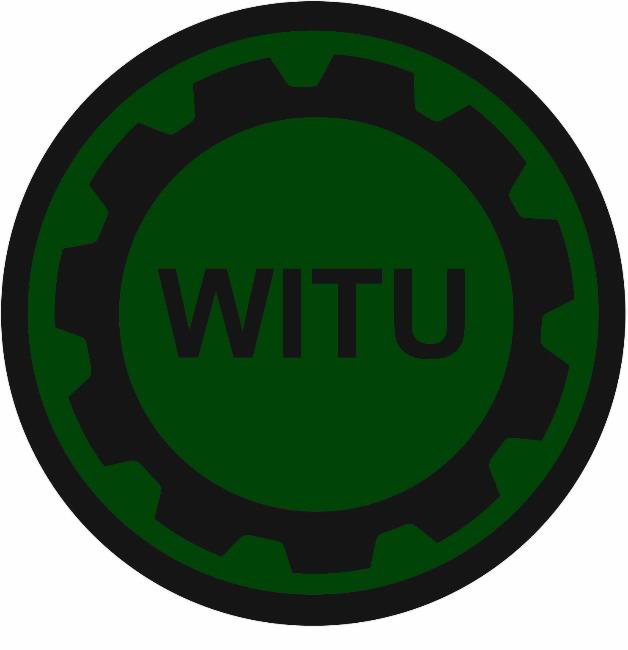
Oznaka rozpoznawcza na mundur polowy (2023)